# پریلیکسیماب
پریلیکسیماب (انگلیسی: Priliximab)نوعی آنتی‌بادی مونوکلونال انسانی-موشی است که برای درمان بیماری کرون و ام‌اس (اسکلروز متعدد) مورد بررسی قرار گرفته است اما تاکنون تائیدیه سازمان غذا و داروی آمریکا را دریافت نکرده است.